# 清水南山
清水 南山（しみず なんざん、1875年〈明治8年〉3月30日 - 1948年〈昭和23年〉12月7日）は、広島県豊田郡能地村（現・三原市幸崎町能地）出身の彫金家。本名、清水 亀蔵（しみず かめぞう）。日本画の大家である平山郁夫の祖母の兄。

## 略伝
広島県出身者としては初めて特待生として東京美術学校（現在の東京藝術大学）に入学した。最初は絵画科（日本画）へ所属していたが、後に彫金科に編入した。彫金科を卒業後に研究科で加納夏雄、海野勝珉に、塑造科で藤田文蔵に学んだ。その後は独自の創作活動を続け、彫金界の第一人者としての地位を築いた。1909年、香川県立工芸学校の教諭になるが、6年余りで退職し、奈良県に住んで法隆寺の古美術を研究した。1919年（大正8年）から1945年（昭和20年）までは母校の東京美術学校の教授として、学生の指導に当たった。この間、帝室技芸員（1934年12月3日）、日本彫金会会長。また、1935年（昭和10年）の帝国美術院改革に際して会員に選出された。
その作風は伝統技法を大切にした格調高いもので、「梅花図鍍金印櫃」などの代表作を残している。南山の専門とする彫金は金属面を鏨で彫り崩し、絵画的文様を表現するという極めて装飾性の高い技術である。
第二次世界大戦が終結する1か月前、東京美術学校を退官して故郷に疎開し、そこで終戦を迎える。戦後、物資がとぼしく材料や工具など不自由であったが創作活動を続けた。そして1948年（昭和23年）12月7日、結核性腹膜炎を患い病床に伏し、東京の自宅で死去した。享年73。

## 代表作

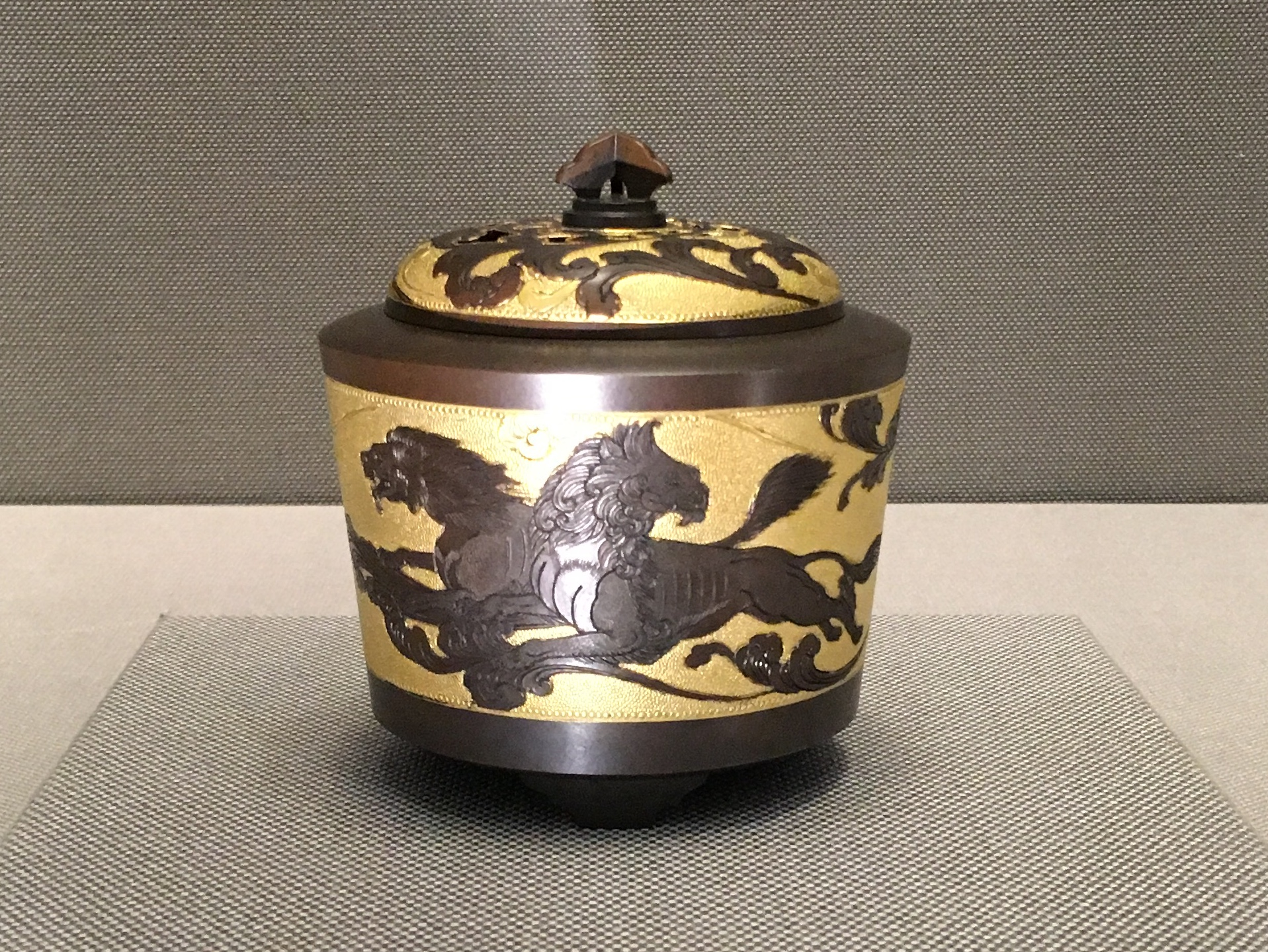
獅子文香炉 1944年 東京国立博物館
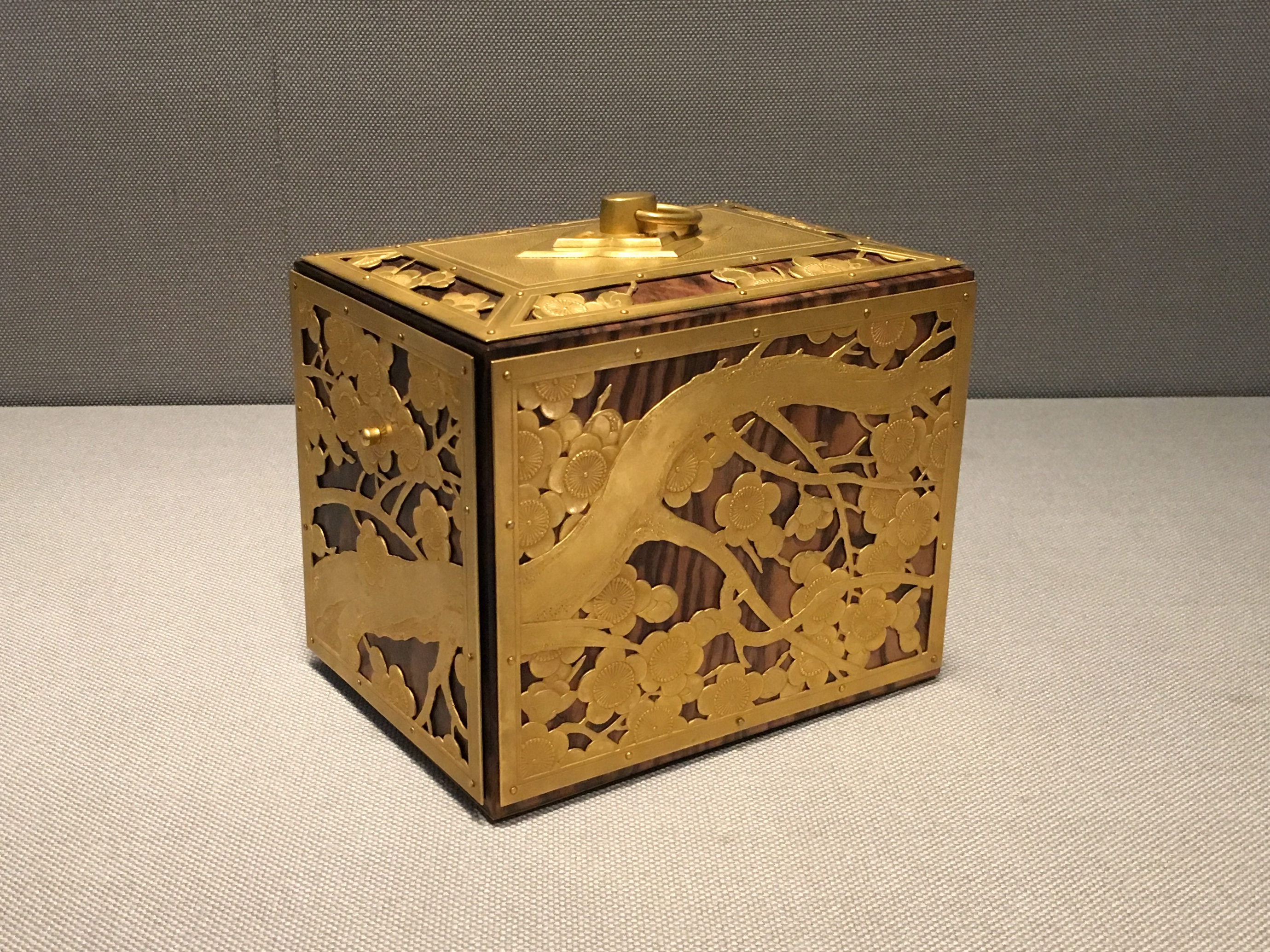
梅花文印櫃 1929年 東京国立博物館